# Lago Bolshói Uvat
El lago Bolshói Uvat (del ruso: Большо́й Ува́т) es un lago de agua dulce del raión de Vagái del óblast de Tiumén, en Rusia, cerca de la frontera del óblast de Omsk. Pertenece a la cuenca del Obi, 

## Geografía
Se halla a 62 m de altura sobre el nivel del mar, en la llanura de Siberia Occidental. Tiene una superficie de 179 km² y una forma oblonga, estirada de oeste a este. Su longitud es de 25 km y su anchura de 10.5 km. Su índice de pH es de 7-7.5. Tiene una profundidad máxima de 5 m y media de 1.8 m. Su fondo es limoso. La alimentación del lago es nivopluvial. Las orillas del lago son bajas, débilmente cortadas. El río que desagua el lago es el Vertenis, afluente del curso inferior del Ishim (que lo es del Irtish -cuenca del Obi).
En el lago habitan la perca, la carpa, la acerina, el gobio, el lucio y el rutilo. En el lago a menudo hay mortandades de peces por la reducción de oxígeno en el agua (en ruso, zamor). La biomasa del plancton es de 15.80 g/m³, y el bentos 97,2 kg/ha.
La vegetación a orillas del lago es la típica de Siberia Occidental. En las áreas pantanosas crece una gran cantidad de  arándanos rojos, el negros y mirtilos. En las zonas boscosas se dan muchas setas y frambuesas.
A orillas del lago se hallan las derevnias Ósinovskaya, Odinarskaya y Veselinskaya, pobladas principalmente por tártaros bolsheuvatski, del grupo étnico del Tobol-Irtish de los tártaros de Siberia. La población local usa el lago para la pesca mediante un artel.